# Virginia Slims of Chicago 1975
Il Virginia Slims of Chicago 1975 è stato un torneo di tennis giocato sul sintetico indoor. È stata la 4ª edizione del torneo, che fa parte del Virginia Slims Circuit 1975. Si è giocato a Chicago, Illinois negli USA dal 10 al 15 febbraio 1975.

## Campionesse

### Singolare
Margaret Court ha battuto in finale  Martina Navrátilová con il punteggio di 6–3, 3–6, 6–2

### Doppio
Chris Evert /  Martina Navrátilová hanno battuto in finale  Margaret Court /  Ol'ga Morozova con il punteggio di 6–2, 7–6